# Ян Бранд (хокеїст на траві)
Ян Бранд (нід. Jan Brand, 24 червня 1908 — 29 червня 1969) — нідерландський хокеїст на траві.
Срібний призер Олімпійських Ігор 1928 року.